# 切博塔里哈市镇
切博塔里哈市镇（俄语：Чеботарихинское муниципальное образование）是俄罗斯联邦伊尔库茨克州奎屯区所属的一个市镇。其下辖有个居民点，行政中心为切博塔里哈。据2016年统计，该市镇的人口为875人。